# Colt 1849 Pocket

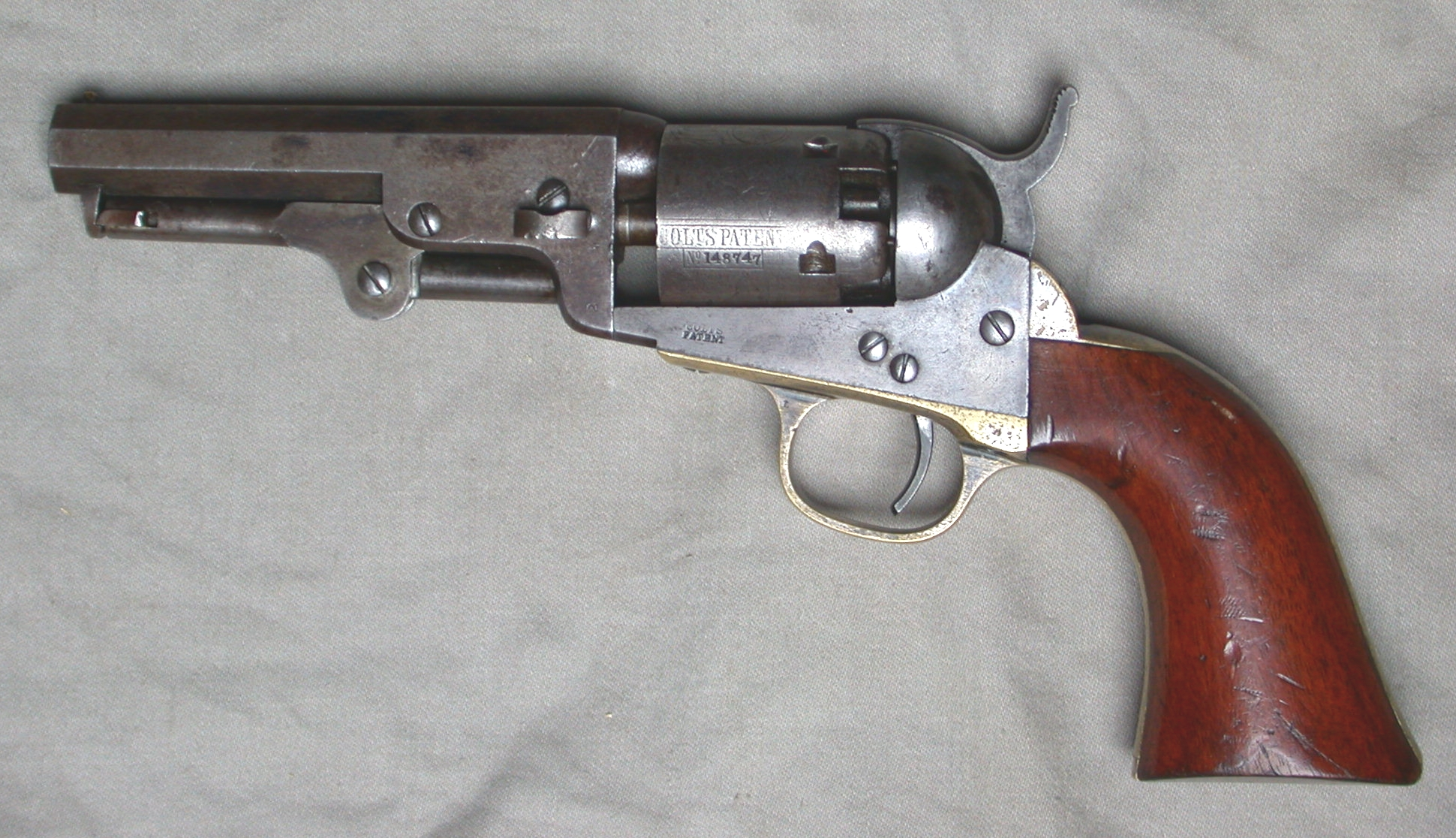
Version avec canon de 4 Pouces (101 mm)

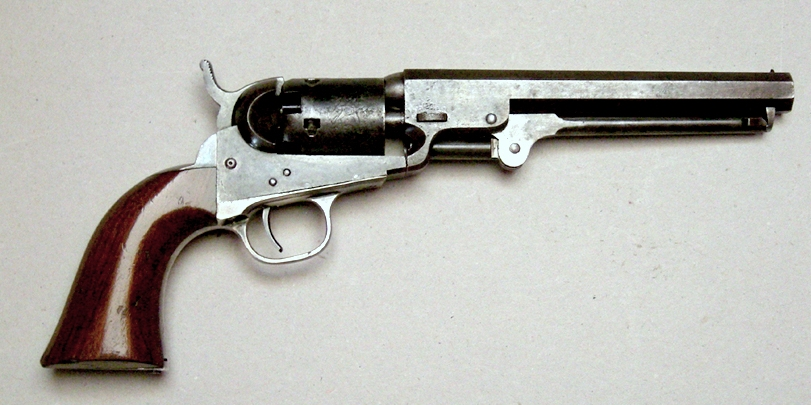
Colt 1849 Pocket, canon de 6 pouces (152 mm)

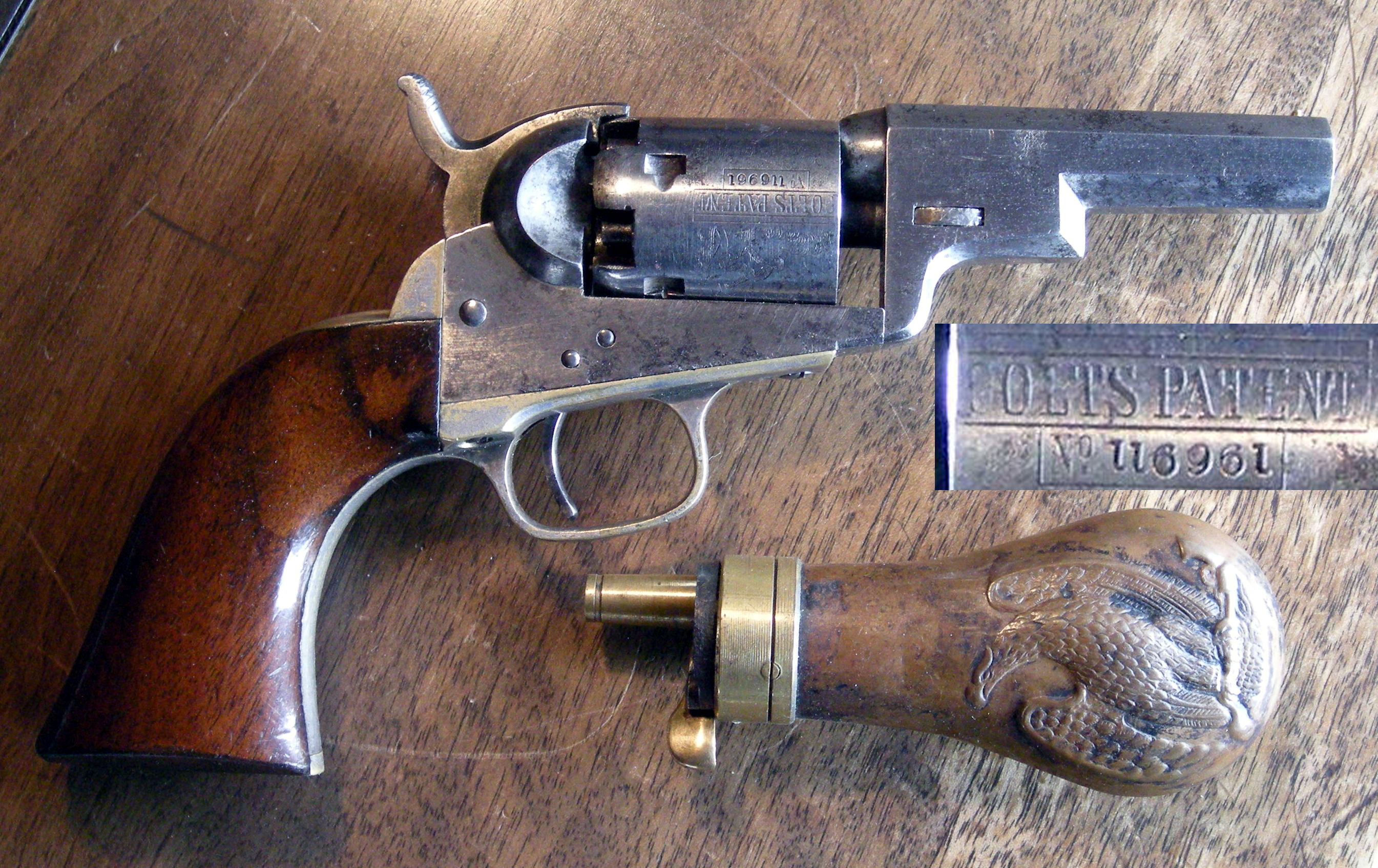
Un Colt 1849 Pocket « Wells Fargo », avec canon de 3 pouces (76 mm). Ce revolver ancêtre du Colt Detective Special mesure ainsi 20 cm pour 600 g.

 Le Colt 1849 Pocket, créé en 1849 par la Colt's Patent Firearms Manufacturing Company, est un revolver de poche, muni d'un barillet de 5 ou 6 coups, avec refouloir et pontet rond. Il remplaça le Colt Baby Dragoon. Il est surtout utilisé par des particuliers, mais aussi par la police, des messagers et des compagnies de diligence. Un grand nombre de ces Colt Pocket Model 1849 connurent la Guerre de Sécession comme arme personnelle. Entre 1849 et 1873, Colt fabrique 321 000 Pocket Revolvers à Hartford (Connecticut) en U.S.A. (Numéros de série de ~12 000 à 332 993) et, entre 1853 et 1856 10 000 dans son usine à Londres. Il peut être considéré comme l'ancêtre du Colt Detective Special et autres S&W Model 36

## Chargement
Le chargement de ce revolver à capsule se fait par l'avant du barillet, une dose de poudre, une bourre facultative pour combler le vide entre poudre et balle, la balle, posée de façon à affleurer le bord du barillet, puis on passe au chargement de la chambre suivante. À la fin on remplit de graisse le creux autour des balles pour empêcher l'humidité de pénétrer, ainsi que pour empêcher la flamme issue d'une chambre voisine d'allumer plusieurs charges alors que les balles ne sont pas face au canon, puis finalement on pose les amorces.

## Technique
- Munition : Balle ogivale ou ronde en calibre .31. Charge propulsive : 0,9 gramme de poudre noire.
- Type : revolver à percussion et carcasse ouverte.
- Platine : simple action.
- Visée :  fixe
- Canon : 76/101/127/152 mm
- Longueur : 203/233/255/280 mm
- Masse à vide : 650/680/740/765 g

## Gravure
La gravure présente sur le barillet de ce modèle représente la défense d'une diligence attaquée.

## Variantes
Les collectionneurs distinguent
- le Model 1849 à 5 coups (après 1861 aussi 6 coups) et le modèle sans refouloir dit Wells Fargo
- l'English Model (canon de 101/127/152 mm) marqué ADDRESS SAML COLT LONDON ou ADDRESS COL. COLT. LONDON, avec refouloir, produit pendant trois dans son usine à Londres.

## Utilisateurs célèbres
En plus des messagers de la Wells Fargo, il fut possédé par Nicolas Ier de Russie et Sam Houston. Sa popularité le fit copier par plusieurs firmes.

## Les Conversions
Avec l‘avènement des cartouches métalliques, l’entreprise Colt commença à développer des revolvers à cartouche à chargement par la bouche, car la patente "Rollin White" interdisait le percement cylindrique du barillet bout à bout. C’est un ingénieur de Colt, Alexandre Thuer qui inventa le système Thuer avec une munition avec des douilles coniques à charger par la bouche du barillet dans une chambre correspondante, mais seulement un petit nombre de Colt 1849 Pocket fut transformé en "Thuer Conversion Pocket Model".
Après l’expiration de la patente Rollin White, en avril 1869, l’usine continua à fabriquer, en utilisant le platine du Colt 1849 Pocket des armes chargées par l’arrière du barillet les "Pocket Navy Conversions cal.36". En plus, un nombre inconnu de Colt Pocket était transformé pour tirer des cartouches en calibre.32, percussion annulaire ou percussion centrale, par des armuriers.